# Simplex (série télévisée d'animation)
La série d’animation  Simplex  faciliter de manière ludique le développement d’une culture mathématique auprès des élèves de collège, de la classe de 6ème à la troisième.
Cet ensemble de 10 épisodes est accompagné d’un jeu qui reprend les personnages principaux de la série et fait plusieurs références à leur univers. L’idée motrice de ce duo pédagogique est bien de voir « comment les maths peuvent nous simplifier la vie », pour reprendre les termes de l’accroche.
Simplex est une série d'animation française de vulgarisation des mathématiques, destinée aux collégiens, diffusée sur le réseau de France Télévisions.
 (février 2018).
Si vous disposez d'ouvrages ou d'articles de référence ou si vous connaissez des sites web de qualité traitant du thème abordé ici, merci de compléter l'article en donnant les références utiles à sa vérifiabilité et en les liant à la section « Notes et références ».
 (février 2018).